# Helga (Ruf)

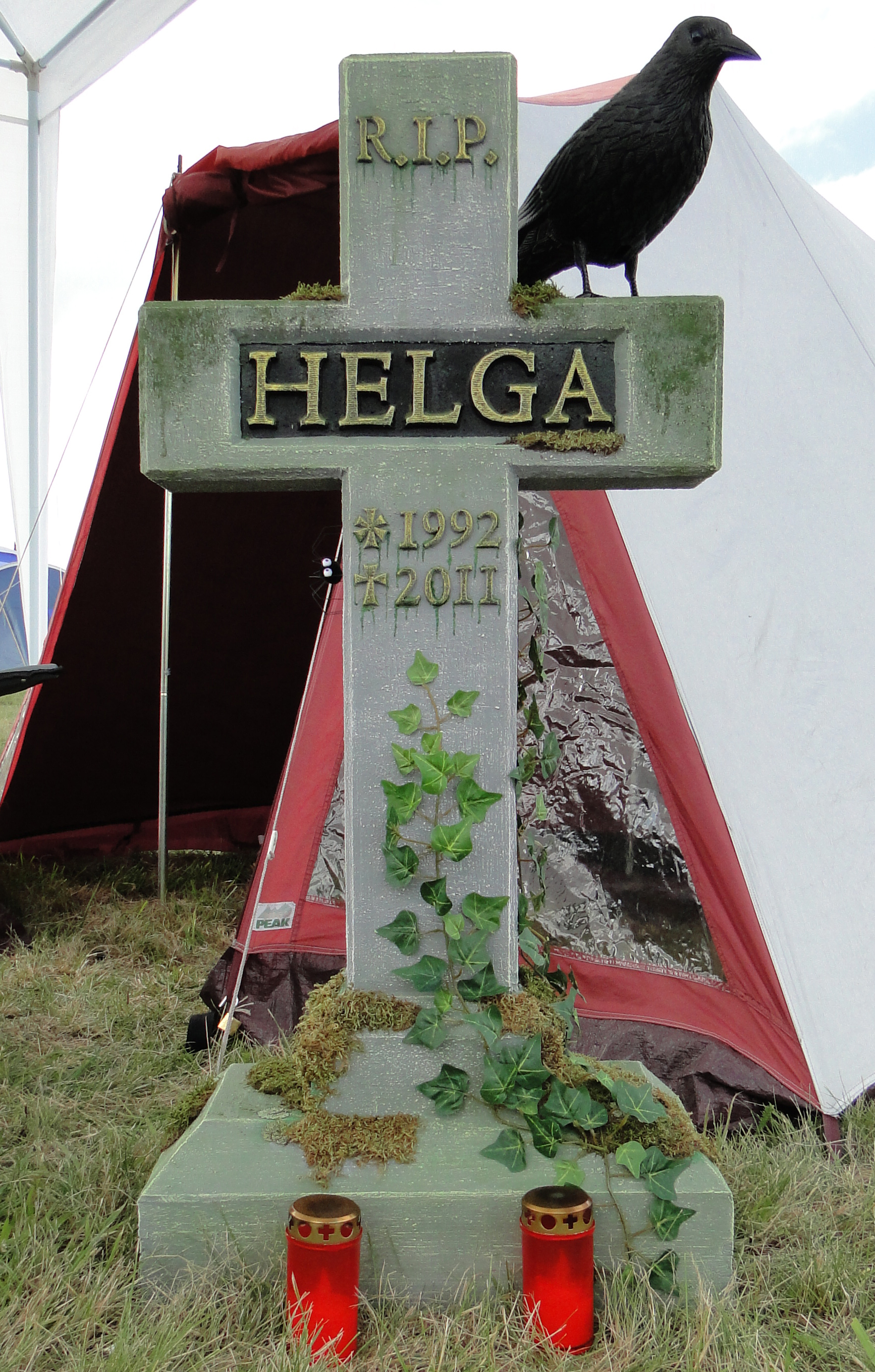
Helga-Grabstein auf einem Festival

Der Ruf Helga! ist ein außerhalb des Internets existierendes Meme, das vorwiegend auf Massenveranstaltungen (wie Freiluftkonzerten) im deutschsprachigen Raum auftritt. Dabei ruft eine Person laut nach einer Person namens Helga. Meist wird dadurch, wie beispielsweise auch bei der La Ola, eine Kettenreaktion in Gang gesetzt. Der Helga-Ruf wird von anderen Personen in derselben Art und Weise erwidert, wodurch er von immer mehr Menschen gehört und geteilt werden kann. Da der Ruf nicht immer auf Zustimmung stößt, wird er gelegentlich mit „Helga ist tot!“ beantwortet. Weitere Ausdrucksformen dieses Meme sind Anspielungen oder Persiflagen, die sich, zum Beispiel in Form von Grabsteinen oder beschrifteten Zelten, auf den Namen Helga beziehen.

## Entstehung
Wie, wo und wann genau das Ritual entstand, ist umstritten. In einer Gegendarstellung zu einem offensichtlich falschen Bericht in der taz, der die Entstehung des Helga-Rufs auf das Ende der 1990er Jahre verlegte, wird behauptet, dass der Ruf 1992 auf dem Bizarre-Festival im Streit um eine Dose Ravioli entstanden sei. Eine andere Quelle weist auf die Entstehung des Rufes am Openair St. Gallen 1992 hin. Eine Frau habe dort ihre Freundin namens Helga gesucht und weil sie diese nicht finden konnte, hätten andere Festivalbesucher ihr helfen wollen, indem sie ebenfalls nach Helga riefen. Zu dieser Entstehungsgeschichte gibt es eine Person, welche sich als die „wahre“ Helga ausgibt. Wiederum andere sehen den Ursprung am Pfingst-Open Air Ende der 1980er-Jahre an der Veste Oberhaus in Passau. Als Grund für den Ruf wird behauptet, dass ein Festival-Besucher den Namen seiner Freundin Helga rief. Verlässliche Zeit- und Ortsangaben fehlen.
Eine weitere falsche Behauptung lautet, dass der Ausruf 2003 auf dem Hurricane Festival in Scheeßel entstanden sei. Es regnete an einem Festivaltag in Strömen, obwohl im Wetterbericht der vorangehenden Tage das Hochdruckgebiet „Helga“ angekündigt wurde. Dieses kam allerdings nicht, und so sei das Ritual eingeführt worden, auf jedem Festival in der Hoffnung auf gutes Wetter „Helga“ zu rufen.

## Bezüge in der Popkultur
Im Sommer 2018 veröffentlichte der Schweizer Sänger Dodo die Single Helga, in der er das Phänomen thematisierte.
Auf dem Album Seemannsgrab (2021) von Mr. Hurley & Die Pulveraffen wird der Ruf ebenfalls aufgegriffen.
Die Folkband Seinerzeit brachte im Mai 2021 auf ihrer ersten CD Erste Runde ebenfalls einen Titel Helga heraus, der sich diesem Phänomen widmet.
Im Film Hot Dog (2018) ruft es der Schauspieler Til Schweiger in seiner Rolle als Luke Steiner.
Im Heft Halloween Horror (2022), erschienen bei Weissblech Comics, wurde eine fiktive Geschichte um die Entstehung des Helga-Rufs abgedruckt.